# Liste der Erzbischöfe von Salzburg
Die folgenden Personen hatten das Amt des Erzbischofs von Salzburg als Oberhaupt der Erzdiözese Salzburg inne. (Nur die erstgenannten, nämlich Rupert, Vitalis, Flobrigis, Johannes I. und Virgil waren Bischöfe in oder von Salzburg). Seit dem frühen 14. Jahrhundert bis zum Ende des Erzstifts 1803 waren die salzburgischen Erzbischöfe Reichsfürsten des Heiligen Römischen Reiches und nannten sich Fürsterzbischöfe.

## Erläuterung der Liste
Der Salzburger Erzbischof leitet die Diözese und ist Metropolit der Kirchenprovinz Salzburg. Er führt die Titel Geborener Legat des Papstes (legatus natus) und Primas Germaniae, was seit dem Beginn der Reformation im Erzbistum Magdeburg Anfang des 16. Jahrhunderts zeitweise, ab dem Westfälischen Frieden 1648 dauerhaft und von Kaiser und Papst anerkannt wurde.
Die ersten Bischöfe bis Friedrich I. waren zugleich Äbte des Stifts St. Peter (Abtbischöfe). Bis zur Säkularisation 1803 und der Errichtung des Herzogtums Salzburg war der Erzbischof auch weltliches Oberhaupt (Fürstbischof) des Erzstifts Salzburg. Auf diesen formalen Titel verzichtete erst Andreas Rohracher 1951, seither heißen die Oberhäupter der Diözese auch amtlich Erzbischof von Salzburg.
Siehe auch: Sonderrechte der Salzburger Erzbischöfe, Salzburger Dom (Kathedrale der Erzbischöfe), Liste der Äbte des Stifts Sankt Peter
Die Häufung von Mitgliedern kleiner Adelsgeschlechter im Amt des Erzbischofs liegt darin begründet, dass das Salzburger Domkapitel nach der Regentschaft von Ernst Herzog von Bayern beschloss, dass kein Angehöriger der bayerischen oder österreichischen Herrscherfamilien dieses mehr übernehmen dürfe.

## Liste der Bischöfe in bzw. von Salzburg
| Name                                                                 | Regierungszeit  |
| Rupert (Abtbischof in Salzburg, auch Bischof von Worms)              | 696–716/18      |
| Vitalis (Abtbischof in Salzburg)                                     | 718–727(?)      |
| Flobrigis (latinisiert Flobargisus, Abtbischof in Salzburg)          | ca. 730–ca. 737 |
| Johannes I. (Abtbischof der neuen Diözese Salzburg)                  | 739–745         |
| Virgil                                                               | 745–784         |
| (Beretricus, interimistischer Leiter)                                | 784–785         |
| Arn[o] (seit 798 erster Abterzbischof der neuen Erzdiözese Salzburg) | 785–821         |

## Liste der Erzbischöfe von Salzburg
| Name                                                                                           | Regierungszeit      |
| Arn[o] (seit 798 erster Abterzbischof der neuen Erzdiözese Salzburg)                           | 785–821             |
| Adalram                                                                                        | 821–836             |
| Liupram                                                                                        | 836–859             |
| Adalwin                                                                                        | 859–873             |
| Adalbert I.                                                                                    | 873–874             |
| Theotmar (Dietmar I.)                                                                          | 874–907             |
| Pilgrim I.                                                                                     | 907–923             |
| Adalbert II. (Odalbert)                                                                        | 923–935             |
| Egilolf                                                                                        | 935–939             |
| Herold                                                                                         | 939–955             |
| Friedrich I. (letzter Abterzbischof)                                                           | 958–991             |
| Hartwig (erster Erzbischof nach Ämtertrennung)                                                 | 991–1023            |
| Gunther von Meißen                                                                             | 1023–1025           |
| Dietmar II.                                                                                    | 1025–1041           |
| Baldwin                                                                                        | 1041–1060           |
| Gebhard                                                                                        | 1060–1088           |
| – Berthold von Moosburg – vom Kaiser eingesetzter Gegenerzbischof                              | 1085–1106           |
| Thiemo (OSB)                                                                                   | 1090–1098           |
| Konrad I. von Abenberg                                                                         | 1106–1147           |
| Eberhard I. von Biburg (OSB)                                                                   | 1147–1164           |
| Konrad II. von Babenberg                                                                       | 1164–1168           |
| Adalbert III. von Böhmen                                                                       | 1168–1177           |
| – Heinrich I. von Berchtesgaden – auf kaiserliche Anordnung gewählter Gegenerzbischof          | 1174–1177           |
| Kardinal Konrad III. von Wittelsbach                                                           | 1177–1183           |
| Adalbert III. von Böhmen (zum zweiten Mal)                                                     | 1183–1200           |
| Eberhard II. von Regensberg                                                                    | 1200–1246           |
| Burkhart I. von Ziegenhain                                                                     | 1247                |
| Philipp von Spanheim (Administrator, Erwählter zum Erzbischof)                                 | 1247–1257           |
| Ulrich von Seckau                                                                              | 1257–1265           |
| Wladislaw von Schlesien                                                                        | 1265–1270           |
| Friedrich II. von Walchen                                                                      | 1270–1284           |
| Rudolf I. von Hoheneck (OSB)                                                                   | 1284–1290           |
| Konrad IV. von Fohnsdorf                                                                       | 1291–1312           |
| Weichart von Polheim                                                                           | 1312–1315           |
| Friedrich III. von Leibnitz                                                                    | 1315–1338           |
| Heinrich von Pirnbrunn                                                                         | 1338–1343           |
| Ortolf von Weißeneck                                                                           | 1343–1365           |
| Pilgrim II. von Puchheim                                                                       | 1365–1396           |
| Gregor Schenk von Osterwitz                                                                    | 1396–1403           |
| Eberhard III. von Neuhaus (von 1403–1406 "Erwählter zum Erzbischof", ab 1406 Erzbischof)       | 1403–1427           |
| – Berthold von Wehingen – auf Betreiben von Herzog Wilhelm ernannter Gegenerzbischof           | 1403–1406           |
| Eberhard IV. von Starhemberg                                                                   | 1427–1429           |
| Johann II. von Reisberg                                                                        | 1429–1441           |
| Friedrich IV. Truchsess von Emmerberg                                                          | 1441–1452           |
| Sigismund I. von Volkersdorf                                                                   | 1452–1461           |
| Kardinal Burkhard II. von Weißpriach                                                           | 1461–1466           |
| Bernhard von Rohr                                                                              | 1466–1482           |
| Johann III. Beckenschlager                                                                     | 1482–1489           |
| – Christoph Ebran von Wildenberg – vom Domkapitel heimlich gewählter letzter "Gegenerzbischof" | 1487–1487           |
| Friedrich V. Graf von Schaunberg                                                               | 1489–1494           |
| Sigmund II. von Hollenegg                                                                      | 1494–1495           |
| Leonhard von Keutschach                                                                        | 1495–1519           |
| Kardinal Matthäus Lang von Wellenburg                                                          | 1519–1540           |
| Ernst Herzog von Bayern (Administrator)                                                        | 1540–1554           |
| Michael von Kuenburg                                                                           | 1554–1560           |
| Johann Jakob von Kuen-Belasy                                                                   | 1560–1586           |
| Georg von Kuenburg                                                                             | 1586–1587           |
| Wolf Dietrich von Raitenau                                                                     | 1587–1612           |
| Markus Sittikus Graf von Hohenems                                                              | 1612–1619           |
| Paris Graf von Lodron                                                                          | 1619–1653           |
| Kardinal Guidobald Graf von Thun und Hohenstein                                                | 1654–1668           |
| Kardinal Max Gandolf von Kuenburg                                                              | 1668–1687           |
| Johann Ernst Graf von Thun und Hohenstein                                                      | 1687–1709           |
| Franz Anton Fürst von Harrach                                                                  | 1709–1727           |
| Leopold Anton Eleutherius Freiherr von Firmian                                                 | 1727–1744           |
| Jakob Ernst Graf von Liechtenstein                                                             | 1745–1747           |
| Andreas Jakob Graf von Dietrichstein                                                           | 1747–1753           |
| Sigismund III. Christoph Graf von Schrattenbach                                                | 1753–1771           |
| Hieronymus Graf von Colloredo                                                                  | 1772–1812           |
| Sigmund Christoph Graf von Zeil und Trauchburg (Administrator)                                 | 1812–1814           |
| Leopold Maximilian Graf von Firmian (Administrator)                                            | 1816–1822           |
| Augustin Johann Joseph Gruber                                                                  | 1823–1835           |
| Kardinal Friedrich Johannes Jacob Cölestin von Schwarzenberg                                   | 1835–1850           |
| Kardinal Maximilian Joseph von Tarnóczy                                                        | 1851–1876           |
| Franz Albert Eder (OSB)                                                                        | 1876–1890           |
| Kardinal Johannes Evangelist Haller                                                            | 1890–1900           |
| Kardinal Johannes Baptist Katschthaler                                                         | 1900–1914           |
| Balthasar Kaltner                                                                              | 1914–1918           |
| Ignatius Rieder                                                                                | 1918–1934           |
| Sigismund Waitz                                                                                | 1934–1941           |
| Andreas Rohracher                                                                              | 1943–1969           |
| Eduard Macheiner                                                                               | 1969–1972           |
| Karl Berg                                                                                      | 1973–1988           |
| Georg Eder                                                                                     | 1989–2002           |
| Alois Kothgasser SDB                                                                           | 2003–2013           |
| Alois Kothgasser SDB (Apostolischer Administrator)                                             | 2013–2014           |
| Franz Lackner OFM                                                                              | seit 7. Jänner 2014 |